# 南大塚古墳群

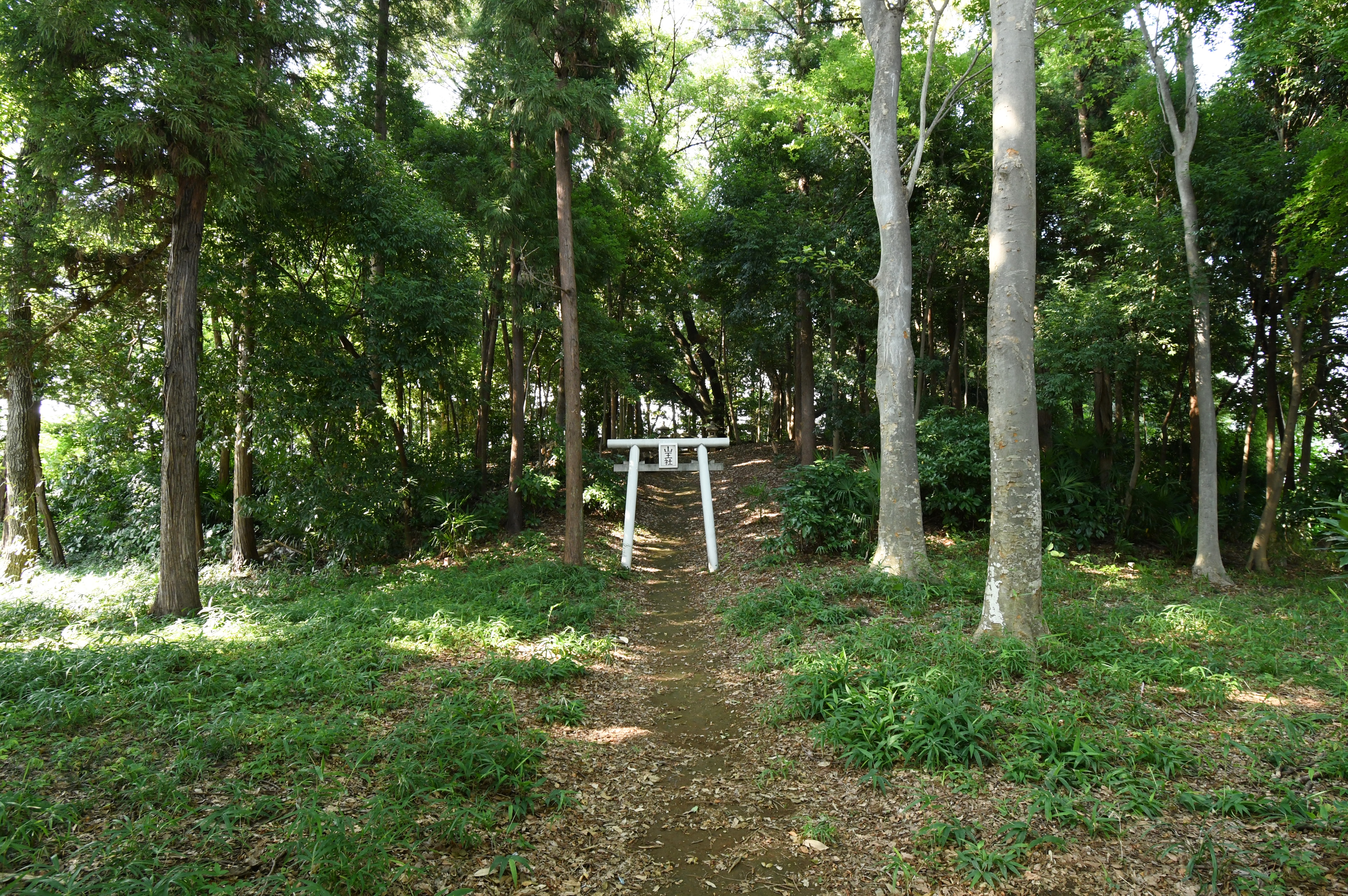
山王塚古墳

南大塚古墳群（みなみおおつかこふんぐん）は、埼玉県川越市にある計27基からなる古墳群である。同古墳群は4つの支群から構成され、東から西に向かって、豊田町支群（1基）、大塚支群（2基）、豊田本支群（18基）、大袋新田支群（6基）がある。また、関越自動車道が豊田本支群を貫く形となっている。1969年（昭和44年）に埼玉県選定重要遺跡に選定された。このうち山王塚古墳（さんのうづかこふん）が国の史跡に指定されている。

## 主な古墳

### 山王塚古墳（大塚支群）
南大塚古墳群の中で最大規模の古墳であり、国内で数基しか確認されていない上円下方墳の一つ。その珍しい形態と出土品などから、終末期古墳の後半である、7世紀第3四半期（651年～675年）の築造と推定される。下方部は一辺約69メートル、上円部は直径37メートル。確実に上円下方墳と確認されている古墳の中で日本最大の規模。
1958年（昭和33年）に川越市の指定史跡、2023年（令和5年）に国の史跡にそれぞれ指定された。1984年（昭和59年）以降、数回の発掘調査が行われ、同古墳群の他の古墳とは異なる特徴が明らかになった。

### 山王塚西古墳（大塚支群）
直径32メートルほどの円墳であったが、1916年（大正5年）の開墾で破壊された。主体部は、奥壁および側壁は破壊されているが、南に開口する全長11.55メートルの横穴式石室である。副葬品は、大刀2、柄頭1、刀装具片1、留金具片1、鉄鏃片22、刀子1、鉇1、鍬刃先片1、瑪瑙製勾玉6、水晶製勾玉2、漆塗木製練玉1、ガラス製小玉3、ガラス製臼玉14、水晶製切小玉2、金銅製環9、金銅製環片5が出土している。これらの遺物は一括して2010年（平成22年）2月24日に市指定有形文化財に指定された。

### 菅原神社東古墳（豊田本支群）

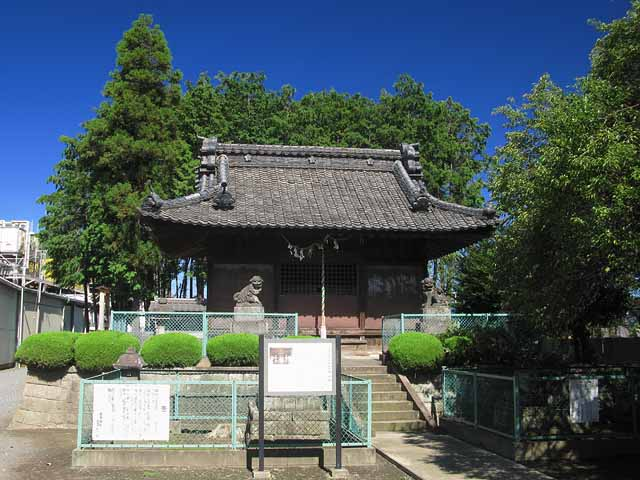
菅原神社東古墳の上に鎮座する菅原神社社殿

直径20メートルほどの円墳。墳丘の上に菅原神社の社殿が建立され、墳丘の変形が見られる。

## 文化財

### 国指定
- 史跡
  - 山王塚古墳 - 1958年（昭和33年）3月6日、川越市指定史跡→2023年（令和5年）3月20日、国の史跡に指定。

### 川越市指定
- 有形文化財
  - 山王塚西古墳出土品 - 2010年（平成22年）2月24日指定。

## 関連文献
（記事執筆に使用していない関連文献）
- 『山王塚古墳 総括報告書』川越市教育委員会、2019年。 - リンクは奈良文化財研究所「全国遺跡報告総覧」。